# Morlans (Guipúscoa)

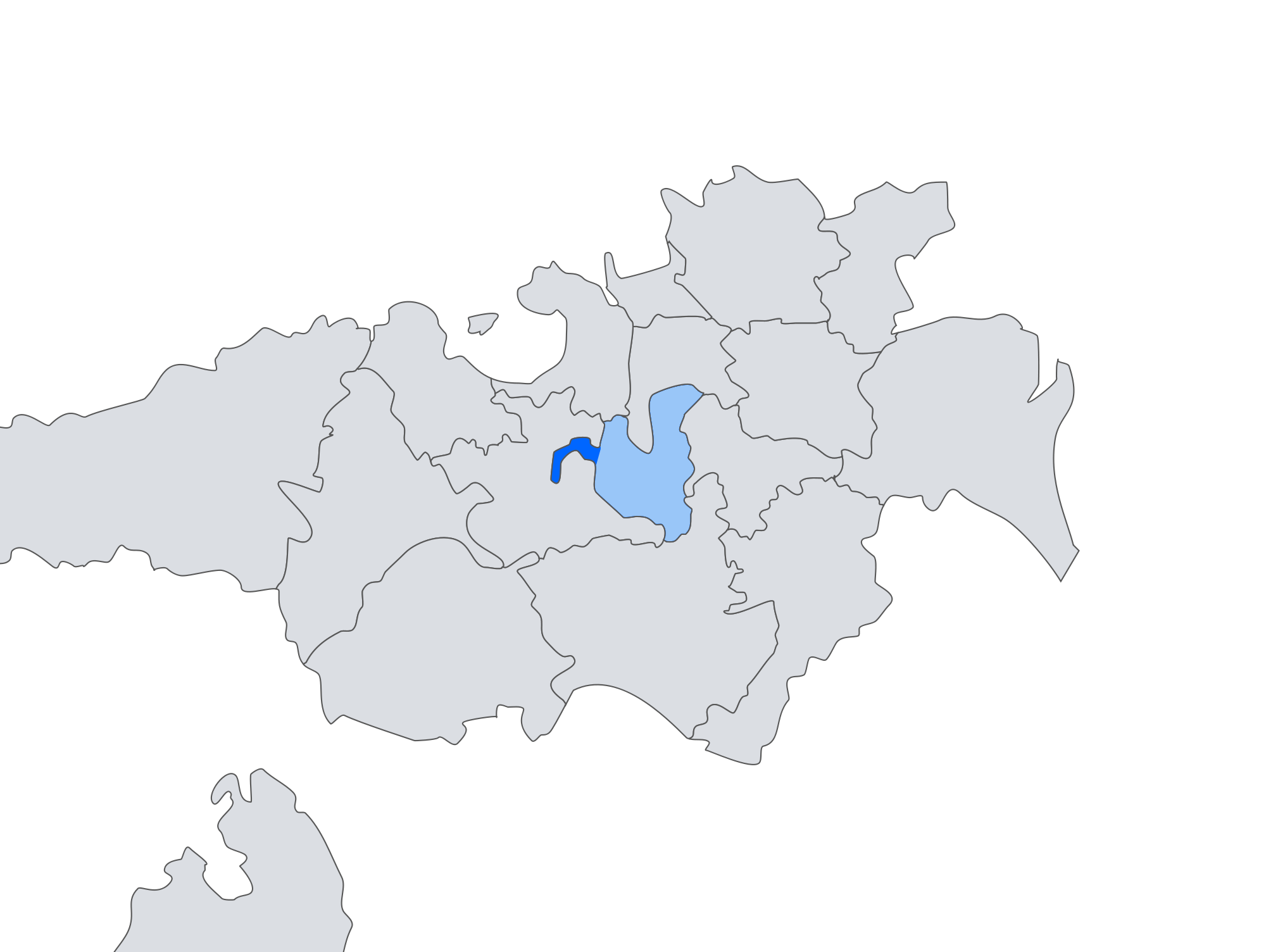
Localització de Morlans

Morlans (del gascó Morlans) és una zona pertanyent al barri d'Amara Berri de Sant Sebastià (País Basc), situat entre el Passeig d'Errondo el Parc Aiete i el Parc Melodi.

## Orígens
El topònim Morlans és citat per primera vegada en 1525; per una escriptura de propietat sabem que María de Fayet, avui Aiete, ven a Joanes de Guarnizo, del caseriu situat a Lugaritz, els terrenys del port de Morlas. És un topònim gascó. Morlàas (Morlans en gascó) va ser l'antiga capital de Bearn. Els ancians autòctons de la zona, sempre utilitzen Morlas i mai Morlans per referir-se a aquest lloc. Antigament aquest passeig també era conegut amb el nom de Passeig de la Cañería o Passeig de los Caños, referint-se amb seguretat a l'aqüeducte que existia paral·lel a aquest camí.

## Mort de militants d'ETA
En 1991, i durant la celebració de l'Aste nagusia, agents de la Guàrdia Civil van envoltar la casa Tolaretxe, a la part alta del barri de Morlans i va començar un assalt que es va perllongar durant unes quatre hores. Com a conseqüència de l'operació policial, tres membres del Comando Donosti d'ETA van resultar morts. Eren Iñaki Ormaetxea Antépara, de 24 anys i veí d'Urbina; Jokin Leunda Mendizabal, de 35 anys i veí de Beasain; i Patxi Itziar Agirre, de 40 anys i veí de Deba.
L'operació de la Guàrdia Civil es va caracteritzar per l'ocupació d'abundant armament, incloses granades i pots de fum que van llançar a l'interior d'aquell habitatge amb l'objectiu, suposadament, de fer sortir als qui es trobaven a la casa. El llavors director de la Guàrdia Civil, Luis Roldán, les activitats corruptes de la qual encara no eren conegudes públicament, va viatjar fins a Donostia per comparèixer davant els mitjans de comunicació al Govern Civil, i destacar la importància de l'operació que acabava de dur a terme l'institut armat espanyol. Segons va publicar Egin en el seu moment, presentaven impactes de bala disparats a escassa distància. Els tribunals van començar a investigar, però van arxivar la causa amb rapidesa. La Guàrdia Civil els acusava de pertànyer al comando Ipar Haizea d'ETA.

## Ampliació de Morlans
En 2008 el projecte inicial constava de 350 habitatges de VPO, en compra i lloguer, un edifici d'oficines, 1800 m² de locals comercials i 350 garatges de venda lliure. Actualment es troben acabats i habitats 3 blocs de cases, un altre està finalitzat a l'espera de ser ocupat i uns altres dos més estan en fase de construcció.